# Fédération internationale de la presse cinématographique
La Fédération Internationale de la Presse Cinématographique (FIPRESCI) regroupe des critiques de films du monde entier, soit environ 3000 membres. Elle a été fondée à Bruxelles le 4 juin 1930.
Lors des principaux festivals de cinéma internationaux, un jury de ses membres décerne le prix FIPRESCI. Par ailleurs, elle décerne depuis 1999 un grand prix récompensant le meilleur film de l'année.
Le siège de la fédération internationale de la presse cinématographique est à Munich.

## Grand prix de la FIPRESCI
Depuis 1999, un vote général des membres de la FIPRESCI est organisé pour désigner le meilleur film de l'année selon les critiques. Le Grand prix est remis lors du Festival international du film de Saint-Sébastien.
Le vote se fait selon tous les films sortis dans l'année (le créneau d'éligibilité est en milieu d'année, le festival de Saint-Sébastien se déroule à l'automne). À plusieurs reprises et depuis 2014, le vote se fait en deux tours, le premier pour déterminer plusieurs films finalistes, le second pour élire le vainqueur. D'autres fois, le vote se déroule en un tour unique, chaque critique désigne ses films favoris.
Paul Thomas Anderson et Aki Kaurismäki gagnèrent trois fois le prix. Les réalisateurs à avoir obtenu deux fois le prix sont Pedro Almodóvar et Michael Haneke.

### Années 1990/2000
- 1999[1] : Tout sur ma mère (Todo sobre mi madre) de Pedro Almodóvar •  Espagne
  - Cours, Lola, cours de Tom Tykwer •  Allemagne
  - Mifune de Søren Kragh-Jacobsen •  Danemark
  - Rosetta de Jean-Pierre et Luc Dardenne •  Belgique
- 2000[2] : Magnolia de Paul Thomas Anderson (70 voix)
  - 2. Dancer in the Dark de Lars von Trier (69 voix)
  - 3. Le vent nous emportera d'Abbas Kiarostami (43 voix)
  - 4. Dans la peau de John Malkovich de Spike Jonze (39 voix)
  - 5. Yi Yi d'Edward Yang (35 voix)
- 2001 : Le Cercle (دایره, Dāyereh) de Jafar Panahi •  Iran
- 2002[3] : L'Homme sans passé (Mies vailla menneisyyttä) de Aki Kaurismäki (137 votes)
  - 2. Dog Days de Ulrich Seidl (89 votes)
  - 3. Lundi matin de Otar Iosseliani (57 votes)
  - 4. Ex æquo avec 54 votes : Intervention divine de Elia Suleiman et Parle avec elle de Pedro Almodovar
  - 5. L'Emploi du Temps de Laurent Cantet (51 votes)
- 2003[4] : Uzak de Nuri Bilge Ceylan •  Turquie
  - 2. Loin du paradis (Far From Heaven) de Todd Haynes •  États-Unis
  - 3. Dogville de Lars von Trier •  Danemark
  - 4. Oasis (오아시스) de Lee Chang-dong •  Corée du Sud
  - 5. Dolls (ドールズ, Dōruzu) de Takeshi Kitano •  Japon
- 2004[4] : Notre musique de Jean-Luc Godard •  France
  - 2. Lost in Translation de Sofia Coppola •  États-Unis /  Japon
  - 3. Le Retour (Возвращение, Vozvrachtchenie) de Andreï Zviaguintsev •  Russie
  - 4. La Mauvaise Éducation (La mala educación) de Pedro Almodóvar •  Espagne
  - 5. Goodbye, Dragon Inn (不散, Bu san) de Tsai Ming-liang •  Taïwan
- 2005[4] : Locataires (빈집, Bin-jip) de Kim Ki-duk •  Corée du Sud
  - 2. Million Dollar Baby de Clint Eastwood •  États-Unis
  - 3. Caché de Michael Haneke •  France
  - 4. Vera Drake de Mike Leigh •  Royaume-Uni
  - 5. Mar adentro de Alejandro Amenábar •  Espagne
- 2006[4] : Volver de Pedro Almodóvar •  Espagne
  - 2. Good Night and Good Luck de George Clooney •  États-Unis
  - 3. Le Secret de Brokeback Mountain (Brokeback Mountain) de Ang Lee •  États-Unis
  - 4. Le Nouveau Monde (The New World) de Terrence Malick •  États-Unis
  - 5. Babel de Alejandro González Iñárritu •  États-Unis
- 2007[4] : 4 mois, 3 semaines, 2 jours (4 luni, 3 săptămâni și 2 zile) de Cristian Mungiu •  Roumanie
  - 2. The Queen de Stephen Frears •  Royaume-Uni
  - 3. Lettres d'Iwo Jima (Letters from Iwo Jima) de Clint Eastwood •  États-Unis
  - 4. Still Life (三峡好人, Sānxiá hǎorén) de Jia Zhangke •  Chine
  - 5. Syndromes and a Century (แสงศตวรรษ, Sang sattawat) de Apichatpong Weerasethakul •  Thaïlande
- 2008[4] : There Will Be Blood de Paul Thomas Anderson •  États-Unis
  - 2. La Graine et le Mulet d'Abdellatif Kechiche
  - 3. Les Promesses de l'ombre (Eastern Promises) de David Cronenberg •  Royaume-Uni /  Canada
  - 4. Entre les murs de Laurent Cantet •  France
  - 5. I'm Not There de Todd Haynes •  États-Unis
- 2009 : Le Ruban blanc (Das weiße Band) de Michael Haneke •  Allemagne

### Années 2010
- 2010 : The Ghost Writer de Roman Polanski •  France /  Royaume-Uni
- 2011 : The Tree of Life de Terrence Malick •  États-Unis
- 2012 : Amour de Michael Haneke •  France /  Autriche
- 2013 : La Vie d'Adèle d'Abdellatif Kechiche •  France
- 2014[5] : Boyhood de Richard Linklater •  États-Unis
  - Ida de Pawel Pawlikowski •  Pologne
  - The Grand Budapest Hotel de Wes Anderson •  États-Unis
  - Winter Sleep (Kış Uykusu) de Nuri Bilge Ceylan •  Turquie
- 2015[6] : Mad Max: Fury Road de George Miller •  États-Unis
  - Le Fils de Saul (Saul fia) de László Nemes •  Hongrie
  - The Assassin (聶隱娘, cìkè niè yǐnniáng) de Hou Hsiao-hsien •  Taïwan
  - Taxi Téhéran (تاکسی, Taxi) de Jafar Panahi •  Iran
- 2016[7] : Toni Erdmann de Maren Ade •  Allemagne
  - Anomalisa de Duke Johnson et Charlie Kaufman •  États-Unis
  - Paterson de Jim Jarmusch •  États-Unis
- 2017[8] : L'Autre Côté de l'espoir (Toivon tuolla puolen) de Aki Kaurismäki •  Finlande
  - Corps et Âme (Testről és lélekről) de Ildikó Enyedi •  Hongrie
  - Moonlight de Barry Jenkins •  États-Unis
- 2018 : Phantom Thread de Paul Thomas Anderson •  États-Unis
  - Cold War (Zimna wojna) de Paweł Pawlikowski, •  Pologne
  - Three Billboards Outside Ebbing, Missouri de Martin McDonagh •  États-Unis /  Royaume-Uni
  - Zama de Lucrecia Martel •  Argentine
- 2019 : Roma d'Alfonso Cuarón •  Mexique
  - Douleur et Gloire (Dolor y gloria) de Pedro Almodóvar •  Espagne
  - La Favorite (The Favourite) de Yórgos Lánthimos •  Royaume-Uni /  États-Unis
  - Parasite (기생충, Gisaengchung) de Bong Joon-ho •  Corée du Sud

### Années 2020
- 2020 : Prix annulé[9]
- 2021: Nomadland de Chloé Zaho •  États-Unis[10],[11]
  - Drunk (Druk) de Thomas Vinterberg •  Danemark
  - La Voix d'Aïda (Quo vadis, Aida ?) •  Bosnie-Herzégovine
  - Sous le ciel de Koutaïssi (რას ვხედავთ როდესაც ცას ვუყურებთ) •  Géorgie
  - Bad Luck Banging or Loony Porn •  Roumanie
- 2022[12] : Drive My Car de Ryūsuke Hamaguchi •  Japon
  - Licorice Pizza de Paul Thomas Anderson
  - The Power of the Dog de Jane Campion
  - Sans filtre (Triangle of Sadness) de Ruben Östlund •  Suède
  - Julie (en 12 chapitres) de Joachim Trier
- 2023[13] : Les Feuilles mortes d'Aki Kaurismäki
  - Les Banshees d'Inisherin de Martin McDonagh
  - Tár de Todd Field
- 2024[14] : Pauvres Créatures de Yórgos Lánthimos
  - N'attendez pas trop de la fin du monde de Radu Jude
  - Le mal n'existe pas de Ryūsuke Hamaguchi
  - Sans jamais nous connaître de Andrew Haigh
  - Les Graines du figuier sauvage de Mohammad Rasoulof

## Prix FIPRESCI
Le Prix FIPRESCI est décerné au cours de plus de 60 festivals de cinéma. Les principaux sont :
- Prix FIPRESCI de la Berlinale
- Prix FIPRESCI du Festival de Cannes
- Prix FIPRESCI de la Mostra de Venise
- Prix FIPRESCI du Festival de Toronto